# Parc Berthiaume-Du Tremblay
Parc Berthiaume-Du Tremblay är en park i Kanada. Den ligger i provinsen Québec, i den sydöstra delen av landet, 150 km öster om huvudstaden Ottawa. Parc Berthiaume-Du Tremblay ligger 21 meter över havet.
Terrängen runt Parc Berthiaume-Du Tremblay är mycket platt.Runt Parc Berthiaume-Du Tremblay är det mycket tätbefolkat, med 4 188 invånare per kvadratkilometer.. Närmaste större samhälle är Montréal, 12,7 km öster om Parc Berthiaume-Du Tremblay.
Runt Parc Berthiaume-Du Tremblay är det i huvudsak tätbebyggt.